# Макове молоко
Макове молоко (aguonų pienas) — традиційний литовський напій або суп, одна з 12 страв святвечірньої вечері Kūčios. Зазвичай його їдять разом із кючюкай, іншою традиційною литовською стравою на Святвечір. Він також є інгредієнтом куті, страви, яка подається під час традиційного українського Святвечора.  З маковим молоком готують й іншу українську страву - шулики. Цей напій вважається десертом.

## Підготовка
Для приготування макового молочка потрібна одна-дві склянки маку. Насіння маку замочують у гарячій воді на добу, з часом міняючи воду, поки насіння не стане м’яким. Потім мак розтирають у кухонному комбайні (або традиційно товкачем у ступці), поки не вийде біла рідина. Додається трохи холодної води (краще кип’яченої та охолодженої), мак проціджують і ще раз подрібнюють. Цей процес повторюють кілька разів, щоб отримати хороший концентрат макового молока. Потім концентрат макового молока розбавляють холодною кип'яченою водою (кількість води залежить від смаку і певних сімейних уподобань, але смак маку повинен бути яскраво вираженим). Нарешті додають трохи цукру або меду, щоб підсолодити макове молоко. 

## Додаткове використання
Попри те, що традиційно його подають під час різдвяних свят, у наш час макове молоко має додаткові призначення. Його пропонують як засіб для сну. Існує обмежена інформація про вплив макового молока, але дослідження насіння маку показали перспективу.
Макове молоко також використовувалося як замінник молока.  Використання макового молока як замінника молока не є новим застосуванням, але воно не часто включається в дослідження альтернатив молока. 